# منصوره (استان تلمسان)
منصوره (به عربی: المنصورة) یک شهرداری در الجزایر است که در ناحیه المنصوره واقع شده‌است. منصوره ۴۹٬۱۵۰ نفر جمعیت دارد.